# Lucienne Berthieu
Lucienne Claudine Berthieu, coniugata Poiraud (Douala, 31 marzo 1978), è un'ex cestista camerunese naturalizzata francese, professionista nella WNBA.

## Carriera
È stata selezionata dalle Seattle Storm al secondo giro del Draft WNBA 2002 (19ª scelta assoluta).